# Judith Barrett
Pour les articles homonymes, voir Barrett.
Judith Barrett, née le 2 février 1909 à Mansfield, Texas (États-Unis) et morte le 10 mars 2000 à Palm Desert (États-Unis), est une actrice américaine.

## Filmographie
- 1928 : The Sock Exchange : June
- 1929 : Happy Heels
- 1929 : Scandal : Janet
- 1929 : Skirt Shy
- 1929 : Dynamite : Good Mixer
- 1929 : Romance De Luxe
- 1930 : The Head Guy : Nancy
- 1930 : Oh! Darling
- 1930 : The Fighting Parson : The Brunette Dance Hall Girl
- 1930 : The Big Kick : Harry's Girl
- 1930 : The Thoroughbred : Colleen Riley
- 1931 : La Ruée vers l'Ouest (Cimarron) : Donna Cravat
- 1931 : Big Business Girl : Sarah Ellen
- 1931 : Hollywood Halfbacks
- 1933 : Marriage Humor
- 1936 : Yellowstone (en) : Ruth Foster
- 1936 : Flying Hostess : Helen Brooks
- 1937 : Un vieux gredin (The Good Old Soak) de J. Walter Ruben : Ina Heath
- 1937 : Let Them Live : Rita Johnson
- 1937 : Armored Car : Ella Logan
- 1937 : Vogues of 1938 : Model
- 1937 : Behind the Mike : Jane Arledge
- 1938 : Illegal Traffic : Marie Arden
- 1939 : Persons in Hiding : Blase Blonde
- 1939 : I'm from Missouri : Lola Pike
- 1939 : The Gracie Allen Murder Case : Dixie Del Marr
- 1939 : Le Gangster espion (Television Spy) d'Edward Dmytryk : Gwen Lawson
- 1939 : Chirurgiens (Disputed Passage) : Winifred Bane
- 1939 : The Great Victor Herbert : Marie Clark
- 1940 : En route vers Singapour (Road to Singapore) : Gloria Wycott
- 1940 : Women Without Names (en) : Peggy Athens
- 1940 : Those Were the Days! (en) : Mirabel Allstairs